# Шумівка

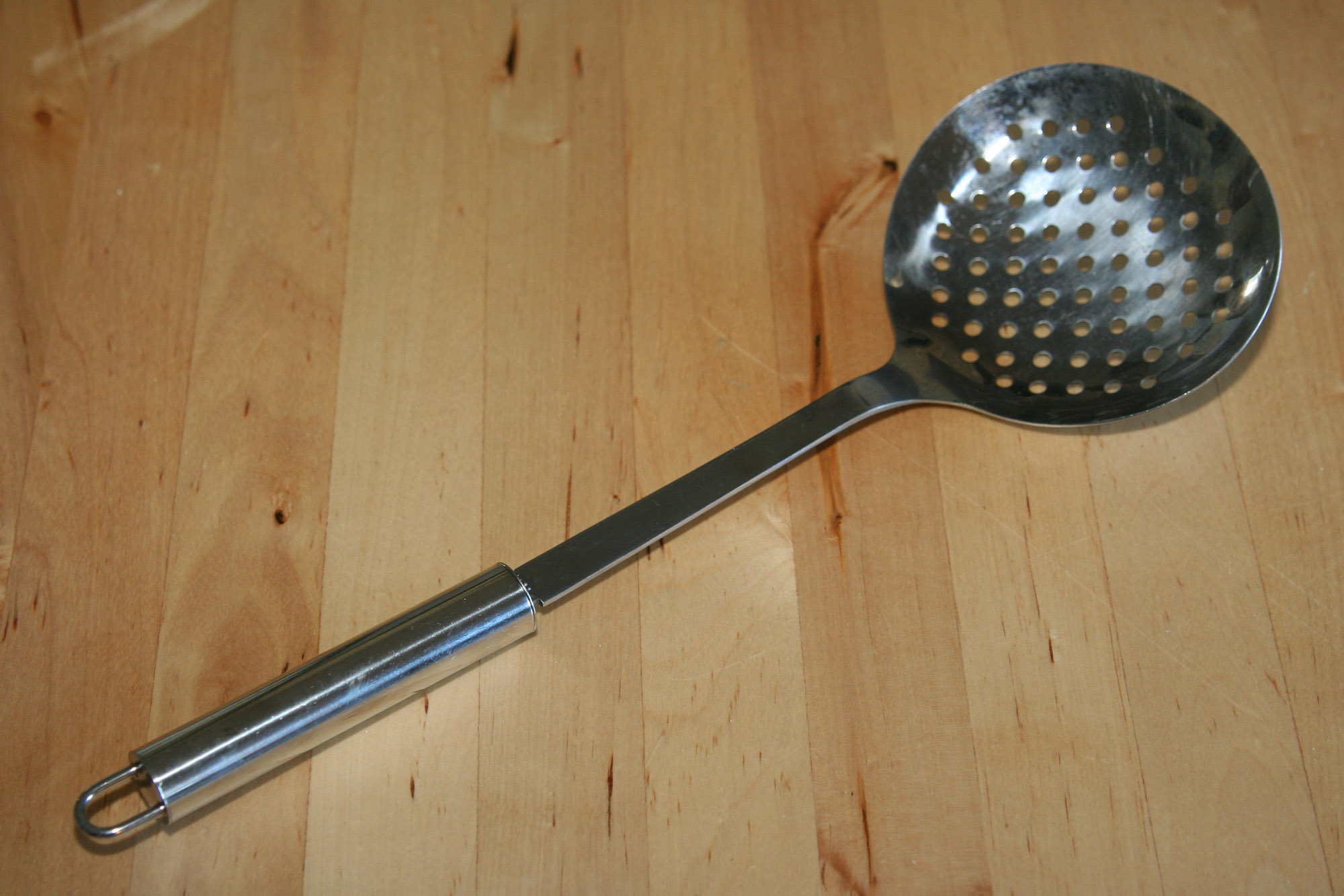
Металева шумівка

Шумі́вка (від шум — «піна, накип», що можливо походить від праслов'янського šumъ, на думку інших, сходить до сер-в.-нім. schūm), ополо́ник — велика ложка з отворами. Призначається для знімання накипу (шумовиння) з юшки, пінки з киплячого варення, прибирання шереху (тонкого льоду) з ополонки рибалками, виймання м'яса, риби з юшки тощо. Виготовляється найчастіше з металу або пластмаси, рідше (переважно в давнину), з деревини.

## Джерело
- Шумовки // Товарный словарь / И. А. Пугачёв (главный редактор). — М. : Государственное издательство торговой литературы, 1961. — Vol. Т. IX. — P. 779—780. (рос.)